# Parsons Green (stanice metra v Londýně)
Parsons Green je stanice metra v Londýně, otevřená 1. května 1880. Autobusové spojení není přímo u stanice. Nejbližší zastávky jsou: Parsons Green Lane Fulham Lib a Parsons Green New Kings Road. Stanice se nachází v přepravní zóně 2 a leží na lince:
- District Line mezi stanicemi Putney Bridge a Fulham Broadway.

## Incident
Stanice se stala terčem bombového útoku, který se odehrál dne 15. září 2017.

## Cestující
| Rok  | Počet cestujících |
| ---- | ----------------- |
| 2011 | 5,94 mil          |
| 2012 | 6,19 mil          |
| 2013 | 6,45 mil          |
| 2014 | 6,80 mil          |